# ハイサム・アル＝ガイス
ハイサム・アル＝ガイス（アラビア語: هيثم الغيص、英語: Haitham al-Ghais、1969年10月 - ）は、クウェートの石油会社役員で、現在は石油輸出国機構（OPEC）事務局長を務めている。
アル＝ガイスは、2022年1月1日にOPEC加盟国代表の全会一致で次期事務局長に任命された。彼は8月1日にウィーンで事務局長に就任する予定だったが、7月5日にナイジェリアの政治家で在任末期のOPEC事務局長モハメド・バーキンドが逝去したことに伴い予定より前倒しで就任した。